# Rob Rock
Rob Rock – amerykański wokalista heavymetalowy. Rozpoczął karierę w 1986. Współpracował m.in. z Ozzy Osbournem, Chrisem Impellitterim, Axelem Rudi Pellem oraz Joshuą. Od 2000 roku prowadzi solową działalność artystyczną.

## Zespół
| Obecny skład zespołu - Roy Z - gitara (od 2000) - Rob Rock - śpiew (od 2000) - Andreas Olsson - gitara basowa (od 2004) - Andreas Johansson - perkusja (od 2004) - Carl-Johan Grimmark - gitara (od 2004) - Daniel Hall - gitara (od 2004) |  | Byli członkowie zespołu - Rick Renstrom - gitara (2001–2004) - Bob Rossi - gitara (2003–2004) - Hank Coffey - gitara (2001–2002) - Ray "Geezer" Burke - gitara basowa (2000–2003) - Stephen Elder - gitara basowa (2000–2004) - Reynold Carlsson - perkusja (2000–2003) - Tracy Shell - perkusja (2000–2010) |

## Dyskografia
Albumy solowe
- Rage of Creation (2000)
- Eyes of Eternity (2003)
- Holy Hell (2005)
- Garden of Chaos (2007)